# Telekommunikationsordnung
Die Telekommunikationsordnung (TKO) war eine Rechtsverordnung im Fernmelderecht der ehemaligen Deutschen Bundespost und enthielt Bestimmungen, die erforderlich waren, um den Fernmeldeverkehr in der Praxis durchzuführen. Enthalten waren auch die festgelegten Gebühren und Kosten für die durch die Deutsche Bundespost erbrachten Leistungen. Die Telekommunikationsordnung war für den Fernsprechteilnehmer und die Deutsche Bundespost verbindlich.

## Inhalt
Die Telekommunikationsordnung war in der Erstfassung vom 1. Januar 1988 in acht Teile und fünf Anhänge mit insgesamt 585 Paragraphen gegliedert.
Die bis zur TKO geltenden Benutzungsverordnungen waren nach Fernmeldenetzen geordnete Einzelverordnungen, die viele technische Zusammenhänge berücksichtigten und den einzelnen Netzen explizit genannte Zweckbestimmungen zuschrieben (z. B. die Fernmeldeordnung). Die Telekommunikationsordnung war dagegen eine nach Telekommunikationsdiensten (Bereich 1) und nach Telekommunikationsdienstleistungen (Bereich 2) geordnete Gesamtverordnung mit einer modularen Struktur.

### Gliederung
| Bereich 1 | Teil I    | Anwendungsbereich, Begriffsbestimmungen                                                             |
| Bereich 1 | Teil II   | Öffentliches Telekommunikationsnetz, öffentliche Telekommunikationsdienste                          |
| Bereich 2 | Teil III  | Telekommunikationsdienstleistungen und Gebühren für vermittelte Kommunikation                       |
| Bereich 2 | Teil IV   | Telekommunikationsdienstleistungen und Gebühren für Verteilkommunikation                            |
| Bereich 2 | Teil V    | Leistungen der DBP für nicht zum öffentlichen Telekommunikationsnetz gehörende Fernmeldeanlagen     |
| Bereich 3 | Teil VI   | Teilnehmerverhältnis                                                                                |
| Bereich 3 | Teil VII  | Haftung, Datenschutz                                                                                |
| Bereich 3 | Teil VIII | Sonstige Vorschriften                                                                               |
| Bereich 4 | Anhang 1  | Begriffsbestimmungen                                                                                |
| Bereich 4 | Anhang 2  | Übergangsvorschriften                                                                               |
| Bereich 4 | Anhang 3  | Erklärung des Grundstückeigentümers, Gegenerklärung der Deutschen Bundespost                        |
| Bereich 4 | Anhang 4  | Nicht in den Teilen III bis V enthaltene Telekommunikationsdienstleistungen und Gebühren            |
| Bereich 4 | Anhang 5  | Ortsnetzbereichen auf Inseln der Nord- und Ostsee zugeordnete Entfernungsmeßpunkte auf dem Festland |

## Geschichte
Im Bundesgesetzblatt vom 5. November 1986 erfolgte die Veröffentlichung der zukünftigen Telekommunikationsordnung, die zunächst als „Verordnung über die Bedingungen und Gebühren für die Benutzung der Einrichtungen des Fernmeldewesen (Telekommunikationsordnung – TKO)“ betitelt war.
Am 16. Juli 1987 wurde eine Neufassung bekannt gemacht.
In Kraft getreten ist die Telekommunikationsordnung am 1. Januar 1988.
Sie ersetzte die bis dahin geltenden Einzelverordnungen (§462 TKO):
- Fernmeldeordnung (FO)
- Verordnung für den Fernschreib- und den Datexdienst (VFsDx)
- Verordnung über das öffentliche Direktrufnetz für die Übertragung digitaler Nachrichten (DirRufV)
- Telegrammordnung (TO)

Während der Gültigkeitsdauer der Fernmeldeordnung erfolgten 31 Änderungen.
Am 1. August 1996 wurde die TKO durch das Telekommunikationsgesetz (TKG) ersetzt.